# Karla Paola Chacón Fuentes
Karla Paola Chacón Fuentes (San José, 21 de abril de 1991) es una modelo, reina de belleza y administradora de negocios. Chacón ganó el derecho de representar a Costa Rica en el Miss Universo 2019 al coronarse ganadora de la edición número 64°, del Certamen Nacional. Participó como representante de la provincia de San José, siendo la mujer número 30 en darle una corona a dicha provincia, cabe recalcar, que a pesar de no ser una de las candidatas preferidas por la audiencia, si era una de las candidatas más preparadas para coronarse como soberana de la belleza costarricense.

## Biografía
Chacón Fuentes nació en San José, el 21 de abril de 1991, es hija de Jorge Chacón y María Fuentes. Es amante de los deportes, aspecto que le benefició en la respuesta final durante el concurso de Miss Costa Rica 2019, es amante de los concursos de belleza, soñando ser Miss Costa Rica desde sus primeros años de vida, antes de dicho concurso, participó activamente en varios certámenes nacionales e internacionales. Es graduada en la carrera de Administración de Empresas.

## Concursos de Belleza
Paola Chacón, tiene un amplio historial en certámenes de belleza de corte nacional e internacional:

### Reina Costa Rica Intercontinental 2014
Chacón participa junto con otras candidatas en este certamen de corte nacional, en el cual se corona ganadora, en él, gana el premio a mejor silueta del concurso.

### Miss Turismo Intercontinental 2015
Asiste al concurso que se llevó a cabo en República Dominicana, donde se coronó como ganadora, además de ello, gana dentro del certamen los premios "Sirena de los mares del mundo" y "Miss bikini intercontinental".

### Top Model Of the World
Participó en la edición número 22, correspondiente al Top Model of the World 2015, que se llevó a cabo en Egipto con la banda de la Isla del Coco, de soberanía costarricense, logra colocarse entre las semifinalistas, obteniendo el undécimo lugar.

### Otros
Posteriormente, participa en los certámenes  nacionales para la designación en Miss Supranacional en la edición del 2016 y el Miss International del 2017, donde no logra clasificar entre las finalistas.

## Miss Costa Rica
Chacón participa en la edición N° 64 del certamen nacional, en donde se colocó entre las diez finalistas rumbo a la corona nacional, como representante de la provincia de San José, al finalizar la velada,  se colocó entre las tres finalistas, junto con Brenda Muñoz y Mónica Zamora, finalizando como ganadora del certamen, con ello, se adjudica el derecho de ser la reina de las causas sociales de Teletica  y de ser la representante de Costa Rica, en el Miss Universo 2019, siendo sucesora de la también josefina Natalia Carvajal Sánchez, quien en el 2018, se colocó en el cuadro de 10 semifinalistas.
| Predecesor: Natalia Carvajal Sánchez | Miss Costa Rica 2019 | Sucesor: Ivonne Cerdas Cascante |